# HP 2100

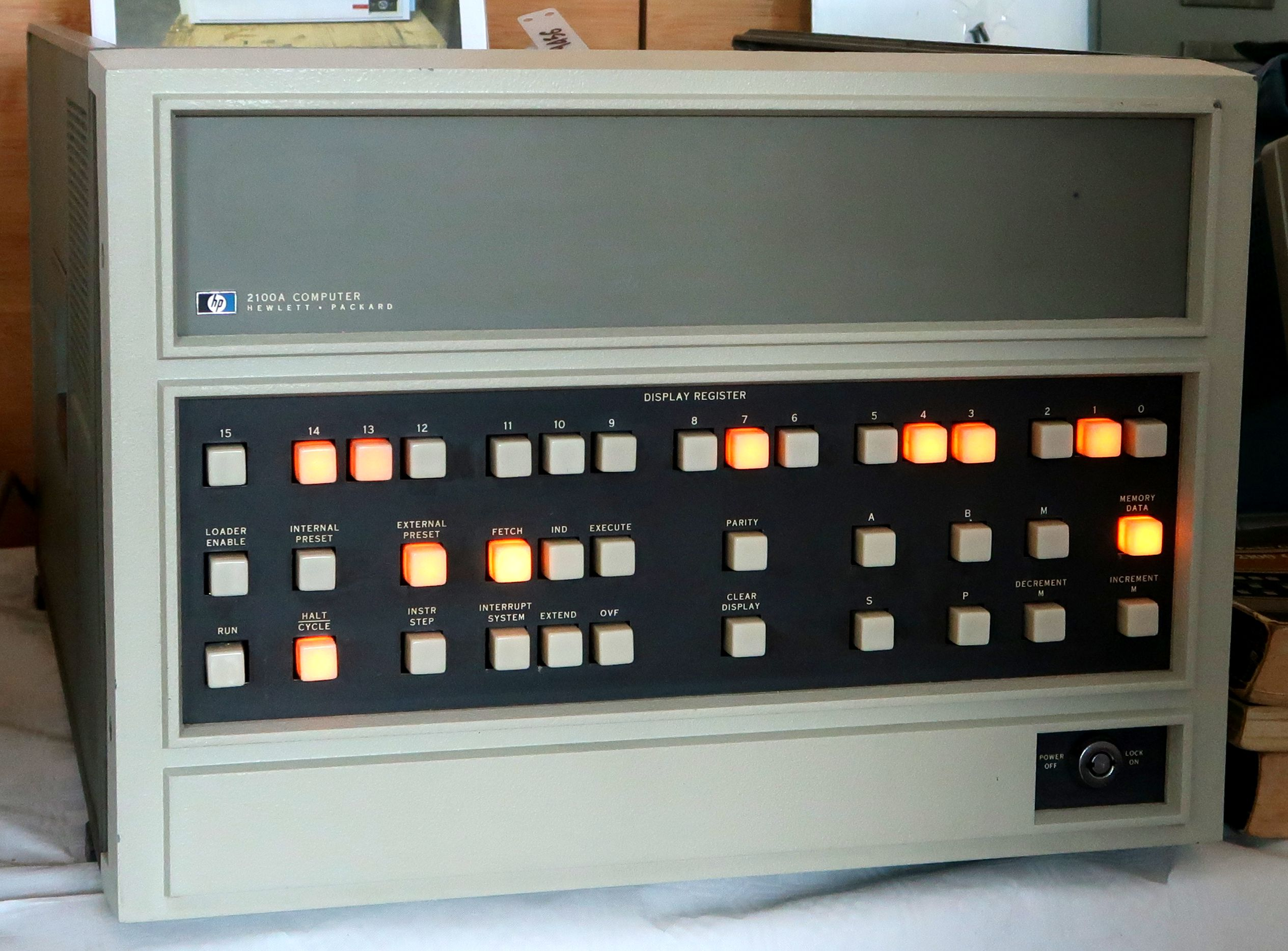
HP2100A

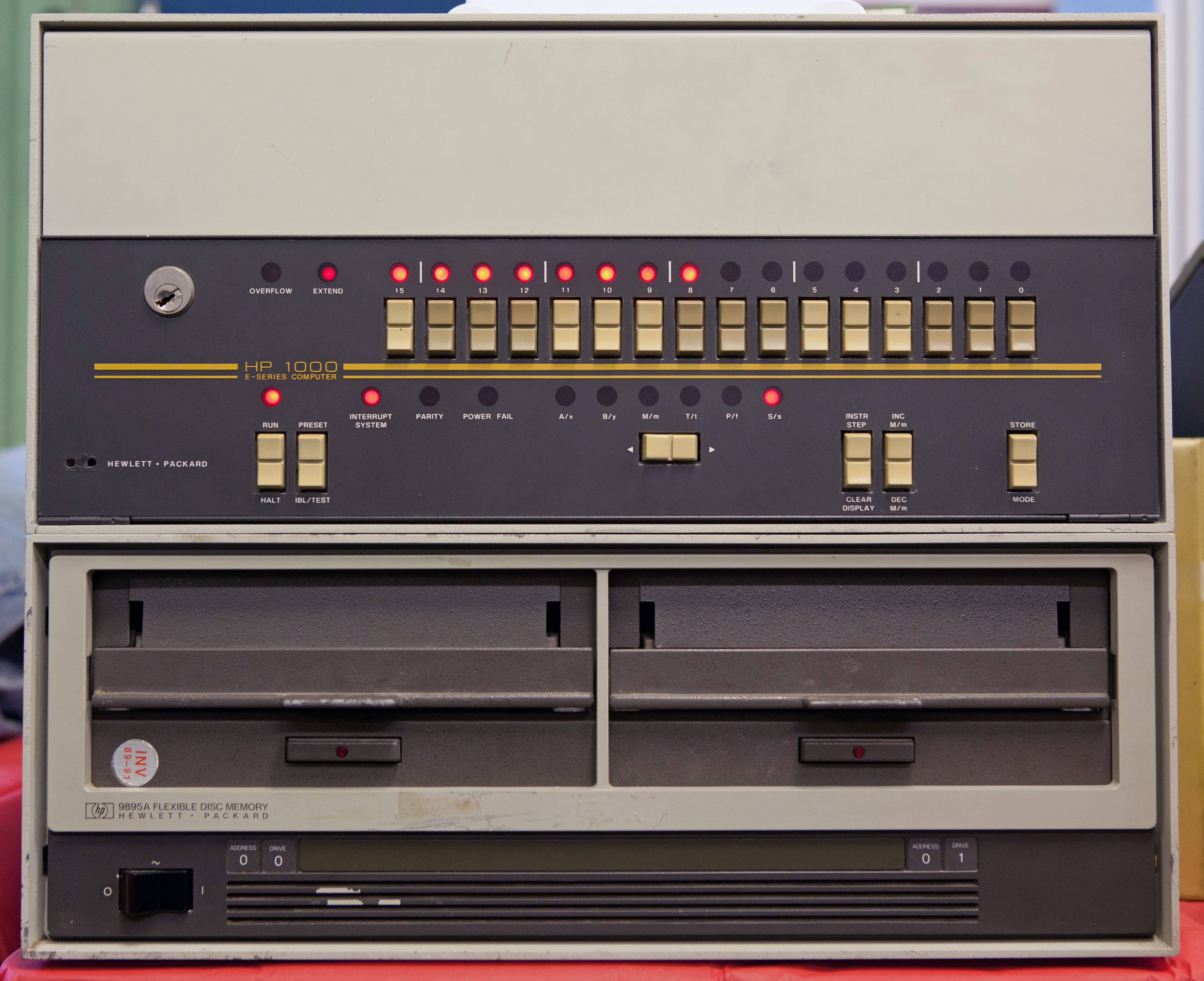
HP 1000 E-serie-minicomputer met een 9895A dubbele 8 inch-"flexible disk memory"-drive

De HP 2100 is een serie 16 bits-minicomputers die van midden jaren 60 tot begin jaren 90 door Hewlett-Packard (HP) werden geproduceerd. Er werden tienduizenden apparaten uit de serie verkocht gedurende de 25 jaar dat het bedrijf bestond. Daarmee was HP in de jaren zeventig de op drie na grootste leverancier van minicomputers.
Het ontwerp begon bij Data Systems Inc (DSI) en stond oorspronkelijk bekend als de DSI-1000. HP kocht het bedrijf in 1964 en voegde het samen met hun Dymec-divisie. Het originele model, de 2116A, was gebouwd met geïntegreerde schakelingen en een magnetischekern-geheugen en werd in 1966 uitgebracht. In de vier daaropvolgende jaren werden de modellen A tot en met C uitgebracht met verschillende typen geheugen en uitbreidingen, evenals de goedkopere modellen 2115 en 2114. Al deze modellen werden in 1971 vervangen door de HP 2100-serie en vervolgens opnieuw door de 21MX- serie in 1974, toen het magnetischekern-geheugen werd vervangen door halfgeleidergeheugen.
Al deze modellen werden ook geleverd als de HP 2000-serie, een combinatie van een machine uit de 2100-serie met optionele componenten om de BASIC-programmeertaal op een timesharing-manier voor meerdere gebruikers te kunnen uitvoeren. HP Time-Shared BASIC was populair in de jaren 70 en veel van de eerste BASIC-programma's werden op of voor dit platform geschreven. Een van de bekendste is het baanbrekende Star Trektekstspel, dat populair was in de beginperiode van de homecomputer. De People's Computer Company publiceerde haar programma's in HP 2000-formaat.
De introductie van de HP 3000 in 1974 zorgde voor een hoogwaardige concurrentie voor de 2100-serie. In 1977 werd de hele lijn omgedoopt tot HP 1000 en gepositioneerd als realtimecomputers. In 1979 werd een grondig vernieuwde versie geïntroduceerd als de 1000 L-serie, waarbij gebruik werd gemaakt van grootschalige CMOS-chips en een torenmodel voor op het bureau werd geïntroduceerd. Dit was de eerste versie die niet meer achterwaarts compatibel was met eerdere uitbreidingskaarten uit de 2100-serie. De laatste upgrade was de A-serie, met nieuwe processoren die meer dan 1 MIPS konden leveren, waarvan de laatste A990 in 1990 werd uitgebracht.